# والتر بيرد
والتر بيرد (بالإنجليزية: Walter Bird)‏ (22 يوليو 1854 في المملكة المتحدة - 27 يوليو 1921) هو لاعب كريكت بريطاني (وحمل سابقاً جنسية المملكة المتحدة لبريطانيا العظمى وأيرلندا). لعب مع نادي مارليبون للكريكت ‏.

## وصلات خارجية
- والتر بيرد على موقع إي آس بي آن كريك إنفو (الإنجليزية)